# Helmuth Sommer

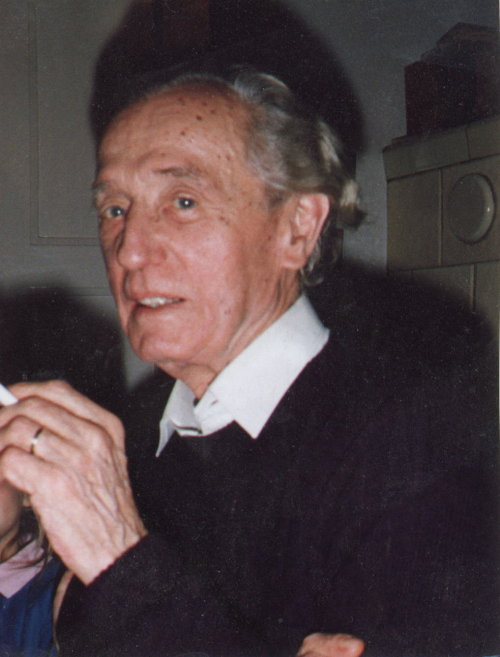
Helmuth Sommer (1992)

Helmuth Sommer (* 10. November 1911 in Berlin; † 25. November 1993 ebenda) war ein deutscher Komponist und Musikpädagoge.

## Leben
Helmuth Sommer wurde als achtes Kind von Anna Sommer (geb. Müller) und Max Sommer geboren. Als Kind erlernte er das Violinspiel, später kamen Klavier, Viola, Gitarre, Akkordeon und Saxophon hinzu.
Seine Ausbildung erhielt er erst an einer öffentlichen Musikschule, später am Stern’schen Konservatorium (heute: Julius-Stern-Institut) sowie in privaten Studien bei diversen Instrumental-, Kompositions- und Instrumentationslehrern.
Wie damals weit verbreitet, verdiente er sich in den 1930er-Jahren seinen Lebensunterhalt mit Unterhaltungsmusik. So leitete er langjährig ein eigenes Ensemble, mit dem er in den damals zahlreichen Berliner Cabarets und auch regelmäßig auf der Insel Hiddensee auftrat. Während dieser Zeit komponierte und arrangierte er eine Vielzahl von musikalischen Werken, u. a. eine Reihe von Revuen, die in Berlin-Neukölln aufgeführt wurden.
Durch die Wirren des Zweiten Weltkriegs kam er nach Italien und geriet in jugoslawische Kriegsgefangenschaft. Auch in dieser schwierigen Situation konnte er Musik ausüben. So schrieb er zur Unterhaltung der Mitgefangenen eine kleine Oper (natürlich nur für Männerstimmen). Auch staatliche Stellen wussten seine Begabung auszunutzen, was zur Komposition einiger Militärmärsche führte.
Nach der Entlassung aus der Kriegsgefangenschaft blieb er für einige Jahre in Jugoslawien und komponierte dort sein Hauptwerk, die Orchestersuite „Jugoslawische Skizzen“ (später umbenannt in „Balkan-Skizzen“) mit den Sätzen „In der Grotte von Postojna“, „Slowenischer Volkstanz“, „Dalmatinisches Volkslied“ und „Serbischer Kolo“.
Ab Mitte der 1950er-Jahre lebte er bis zu seinem Tod wieder in Berlin-Reinickendorf und arbeitete dort überwiegend als Instrumentallehrer. Um seinen Schülern die Möglichkeit des Zusammenspiels zu geben, gründete er 1957 das „Jugendstreichorchester Reinickendorf“, das noch heute unter dem Namen „Junges Kammerorchester Reinickendorf“ existiert und seit dem Tod Helmuth Sommers 1993 von seinem Großneffen und ehemaligen Cellisten des Orchesters, Jürgen Mittag, geleitet wird. Konzertmeisterin dieses Orchesters ist Deborah Oskamp, Schülerin und Ziehtochter von Helmuth Sommer.

## Bekannteste Werke
- „Jugoslawische Skizzen“ (später umbenannt in „Balkan-Skizzen“) mit den Sätzen

„In der Grotte von Postojna“
„Slowenischer Volkstanz“
„Dalmatinisches Volkslied“
„Serbischer Kolo“
- „Sechs Geschichten für Neffen und Nichten“ für vierstimmigen Chor und Orchester (nach Wilhelm Busch) mit den Sätzen

„Das Häschen“
„Der Sack und die Mäuse“
- „Kleine Serenade“ mit den Sätzen

Andante
Notturno
Scherzo
- „Rhapsodie 84“ (mit Saxophonen)[M 10]
- „1 - 4 - 5 - 1 und Medianten“[M 11]
- Kleiner Walzer
- „Tarantella“[M 12]
- „Ich werd' dich niemals vergessen“[M 13]

## Werke zum Anhören
1. ↑  Zum Anhören: „In der Grotte von Postojna“. Erster Satz aus den „Jugoslawischen Skizzen“. Junges Kammerorchester Reinickendorf (Berlin) (JKOR), abgerufen am 27. April 2019.
2. ↑  Zum Anhören: „Slowenischer Volkstanz“. Zweiter Satz aus den „Jugoslawischen Skizzen“. Junges Kammerorchester Reinickendorf (Berlin) (JKOR), abgerufen am 27. April 2019.
3. ↑  Zum Anhören: „Dalmatinisches Volkslied“. Dritter Satz aus den „Jugoslawischen Skizzen“. Junges Kammerorchester Reinickendorf (Berlin) (JKOR), abgerufen am 27. April 2019.
4. ↑  Zum Anhören: „Serbischer Kolo“. Vierter Satz aus den „Jugoslawischen Skizzen“. Junges Kammerorchester Reinickendorf (Berlin) (JKOR), abgerufen am 27. April 2019.
5. ↑  Zum Anhören: „Das Häschen“. Erster Satz aus den „Sechs Geschichten für Neffen und Nichten“. Junges Kammerorchester Reinickendorf (Berlin) (JKOR), abgerufen am 27. April 2019.
6. ↑  Zum Anhören: „Der Sack und die Mäuse“. Zweiter Satz aus den „Sechs Geschichten für Neffen und Nichten“. Junges Kammerorchester Reinickendorf (Berlin) (JKOR), abgerufen am 27. April 2019.
7. ↑  Zum Anhören: Andante. Erster Satz aus der „Kleinen Serenade“. Junges Kammerorchester Reinickendorf (Berlin) (JKOR), abgerufen am 27. April 2019.
8. ↑  Zum Anhören: Notturno. Zweiter Satz aus der „Kleinen Serenade“. Junges Kammerorchester Reinickendorf (Berlin) (JKOR), abgerufen am 27. April 2019.
9. ↑  Zum Anhören: Scherzo. Dritter Satz aus der „Kleinen Serenade“. Junges Kammerorchester Reinickendorf (Berlin) (JKOR), abgerufen am 27. April 2019.
10. ↑  Zum Anhören: „Rhapsodie 84“ (mit Saxophonen). Junges Kammerorchester Reinickendorf (Berlin) (JKOR), abgerufen am 27. April 2019.
11. ↑  Zum Anhören: „1 - 4 - 5 - 1 und Medianten“. Junges Kammerorchester Reinickendorf (Berlin) (JKOR), abgerufen am 27. April 2019.
12. ↑  Zum Anhören: „Tarantella“. Junges Kammerorchester Reinickendorf (Berlin) (JKOR), abgerufen am 27. April 2019.
13. ↑  Zum Anhören: „Ich werd' dich niemals vergessen“. Junges Kammerorchester Reinickendorf (Berlin) (JKOR), abgerufen am 27. April 2019.

| Personendaten    | Personendaten                         |
| ---------------- | ------------------------------------- |
| NAME             | Sommer, Helmuth                       |
| KURZBESCHREIBUNG | deutscher Komponist und Musikpädagoge |
| GEBURTSDATUM     | 10. November 1911                     |
| GEBURTSORT       | Berlin                                |
| STERBEDATUM      | 25. November 1993                     |
| STERBEORT        | Berlin                                |